# ملبنة (متجر)
المَلْبَنَة (بالإنجليزية: Dairy)‏ هو محل بقالة صغير يديره مالكه في نيوزيلندا، مرخص لبيع البقالة، والحليب، والبيض، ومنتجات المَلْبَنَة، والمواد سريعة التلف، والصحف وغيرها من السلع الأساسية خلال وبعد ساعات التداول العادية.

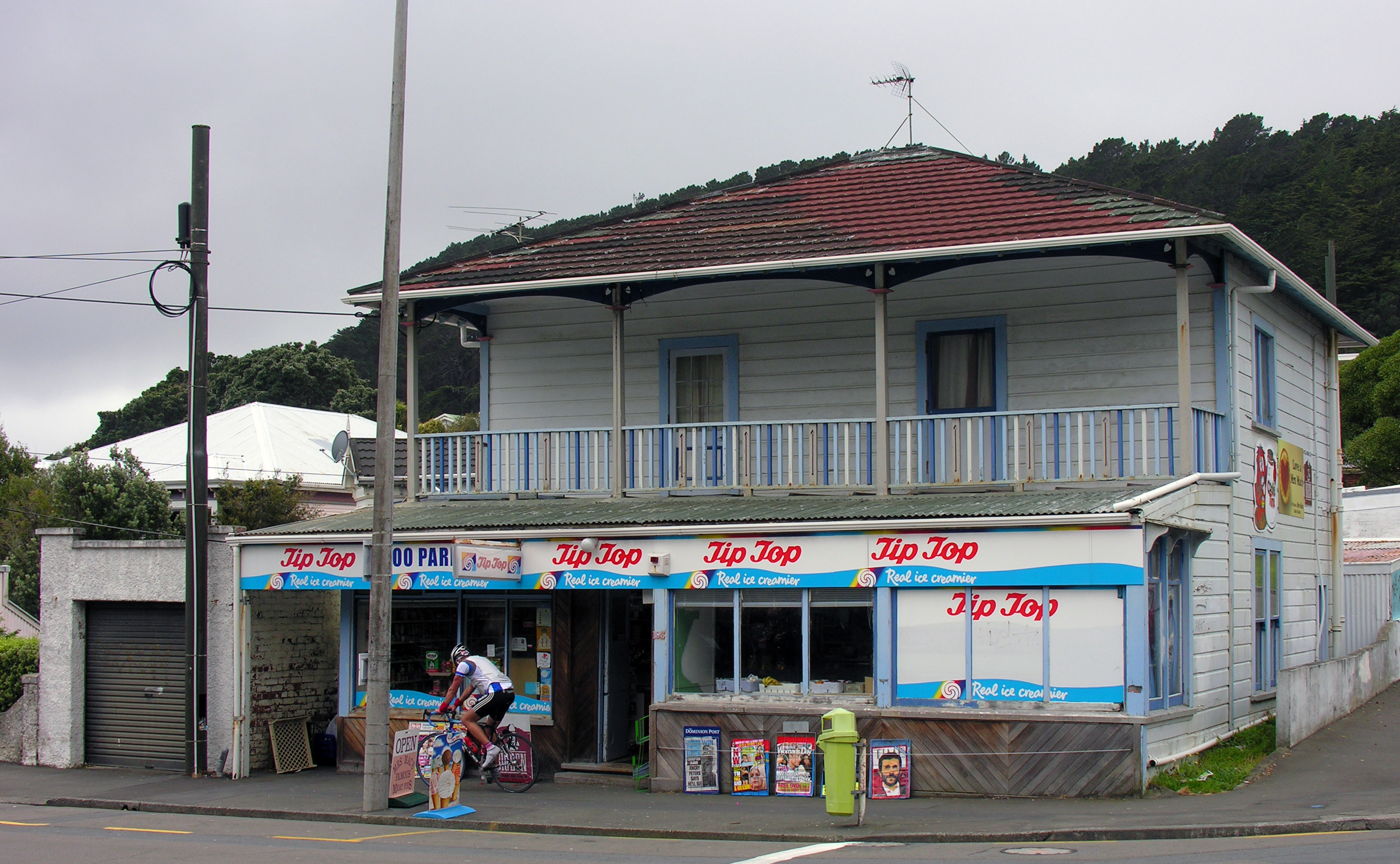
متجر ألبان في نيوتاون، نيوزيلندا

## الأصول والاستخدام
ظهر مصطلح متاجر منتجات المَلْبَنَة وشاع استخدامه في اللغة الإنجليزية في نيوزيلندا لوصف المتاجر الصغيرة في أواخر الثلاثينات. في بداية الأمر، كانت المواد سريعة التلف مثل المَلْبَنَة والبيض تُسلم إلى أسر المدينة من مزرعة المَلْبَنَة؛ وبعد ذلك، في أواخر الثلاثينيات من القرن العشرين، خزنت المتاجر الصغيرة هذه المنتجات، وتحول المصطلح إلى وصف لهذه المتاجر. بالإضافة إلى ذلك، أصبح ذلك المصطلح يُستخدم في اللغة الإنجليزية في نيوزيلندا للإشارة إلى الحليب والمنتجات المشتقة من المَلْبَنَة والصناعات المرتبطة بها.
وقد أصبح التمييز بين متاجر منتجات المَلْبَنَة ومحلات البقالة غير واضح في اللغة الإنجليزية في نيوزيلندا، وهذه حقيقة أقرت بها هيئة ترخيص المشروبات الكحولية في عام 1991، ومن قبل لجنة القانون. تشمل العوامل المساهمة في عدم وضوح الفرق بين هذه المصطلحات التالي: إزالة قيود ساعات عمل المتاجر في أيام الأحد، الغموض بشأن قوانين مبيعات الكحول (انظر في الأسفل إلى مبيعات المشروبات الكحولية)، وإلغاء القيود على أنواع السلع المسموح ببيعها من خلال متاجر المَلْبَنَة. لخصت اللجنة القانونية الغموض على النحو التالي:
تقليديًا، كان متجر المَلْبَنَة هو متجر صغير في منطقة الضواحي الذي يبيع السلع مثل الزبدة والحليب والخبز والحلويات. كانت تستطيع هذه المتاجر أن تتداول السلع خارج ساعات التداول العادية. اليوم، مصطلح «متاجر المَلْبَنَة» له معاني مختلفة لأشخاص مختلفين، ويبدو أن هناك عدد أقل من متاجر المَلْبَنَة الذي يتم العمل من خلالهم بالمعنى التقليدي، على الرغم من أن العديد من المتاجر لا تزال تُسمى «متاجر المَلْبَنَة» سجلها التجاري.
- لجنة القانون، الكحول في حياتنا: كبح الأذى

## الأعمال والثقافة

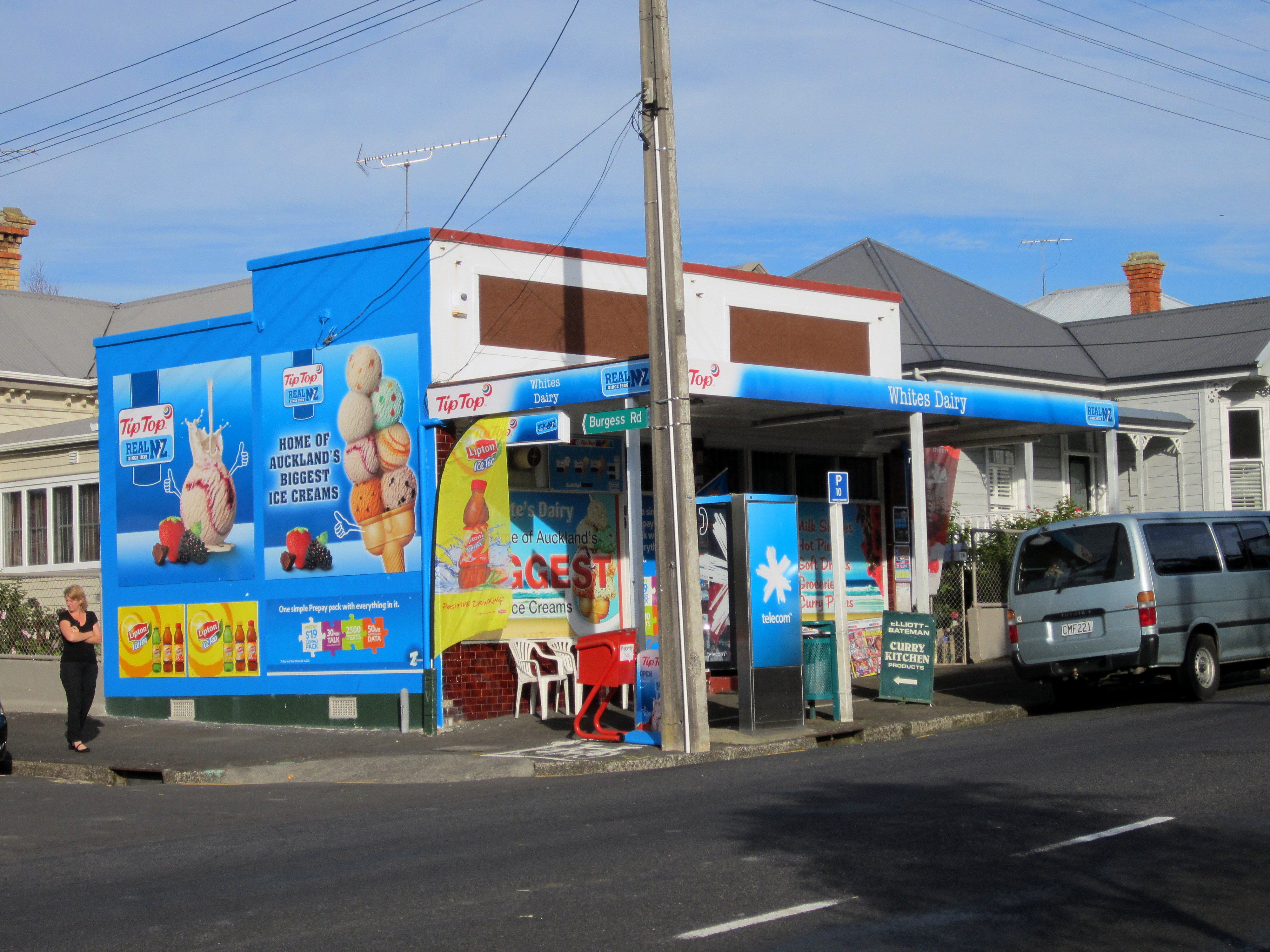
وايتس دييري، ديفونبورت، نيوزيلندا.

تعتمد متاجر منتجات المَلْبَنَة على ساعات عمل طويلة بدلاً من عمليات الربح العالية لجني المال، وهذه التجارة ليست مربحة للغاية. نظرآ لكون أصحاب هذه المتاجر تجار صغار، فهم لا يمكنهم الحصول على تخفيضات مثل التي تحصل عليها محلات السوبر ماركت. وحيث أن متاجر منتجات المَلْبَنَة يجب أن تبقى مفتوحة لساعات طويلة حتى تظل مربحة، فإنها دائمًا ما تكون تديرها الشركات العائلية التي تستخدم أفراد العائلة لتشغيل المتجر. جعلت نيوزيلندا أسبوع العمل 40 ساعة في عام 1945، الأمر الذي أوقف العمل يوم السبت لمعظم محلات البقالة. سُمح لمتاجر منتجات المَلْبَنَة بالبقاء مفتوحة خارج ساعات العمل العادية وأيام السبت.
خلال التسعينيات من القرن العشرين وأوائل القرن الواحد والعشرين، أصبحت منتجات المَلْبَنَة أقل ربحية، حيث قامت المتاجر الأخرى بالوصول إلى أماكنها الخاصة، حيث أصبحت تلك المتاجر مفتوحة خارج ساعات التداول العادية. صارت محلات السوبر ماركت تعمل لساعات أطول حين بدأ العمل بنظامِ جديدِ في عام 1990، كما أن محطات البنزين صارت لديها بضائع أخرى تبيعتها، ومن هنا، بدأت متاجر منتجات المَلْبَنَة تفقد ميزتها التنافسية.

### ملكية المهاجرين
وجدت دراسة أُجريت في عام 1994 أن 227 من أصل 269 شركة منتجات المَلْبَنَة في وسط أوكلاند كانت مملوكة للهنود. وغالبًا ما يكون المهاجرون الذين يواجهون صعوبات في دخول القوة العاملة مالكون لشركات منتجات المَلْبَنَة. بعض مالكي شركات منتجات المَلْبَنَة يعتزمون منح أطفالهم حياة ترف أو مهن احترافية، في حين أنه  بعض شركات المَلْبَنَة الأخرى تورث ملكيتها بين الأجيال، حيث يستلم الأطفال المتجر عندما يبلغون سن الرشد.
تم استكشاف دور متاجر منتجات المَلْبَنَة في ثقافة المهاجرين الهنود في نيوزيلندا في مسرحية «كريشنان مَلْبَنَة» التي أنتجها جاكوب راجان في عام 1997، والتي قامت بجولة على عالمية وحصلت على تقييمات إيجابية.

### مبيعات الكحول ومواد الانتشاء القانونية
حَظَر قانون بيع الخمور (1989) بيع الخمور في «أي متجر من النوع المعروف باسم متجر منتجات المَلْبَنَة»، دون أن يحدد صراحة ما هو المقصود بمتجر منتجات المَلْبَنَة. في أعقاب هذا الفعل، بدأت شركات المَلْبَنَة في تغيير أسهمها من أجل التأهل للحصول على ترخيص الخمور. أدى ذلك إلى «انتشار المتاجر الصغيرة التي يمكن تمييزها عن منتجات المَلْبَنَة فقط لأنها مرخصة لبيع الكحول». ساهم التشريع في التمييز الواضح بين متاجر منتجات المَلْبَنَة ومحلات البقالة في نيوزيلندا الإنجليزية.
سعى قانون بيع وتوريد الكحول لعام 2012 إلى سد هذه الثغرة غير المقصودة، وتوضيح أنواع المتاجر المؤهلة لبيع الكحول وضمان أن متاجر منتجات المَلْبَنَة والمتاجر ذات الظروف المشابهة لا يمكنها بيع الكحول. هذا القانون نال انتقادات من أصحاب متاجر منتجات المَلْبَنَة.
يحظر قانون المؤثرات العقلية (2013) متاجر منتجات المَلْبَنَة من بيع مواد الانتشاء القانونية.